# Рислинг, Тара
Тара Рислинг (англ. Tara Risling; 27 июля 1981, Медисин-Хат, Канада) — канадская конькобежка, чемпионка Канады, серебряный и бронзовый призёр чемпионата Канады.

## Биография
Тара Рислинг родилась в семье матери Гейл и отца Терри Рислинга в городе Медисин-Хат. У неё есть старшая сестра Мэнди и младшая Меган, которые также были конькобежцами. Все трое начали свое катание в местном клубе "Medicine Hat Kinsmen" у тренера Регги Планет Фи.Тара начала заниматься профессионально конькобежным спортом в Калгари в возрасте 13 лет. С 1996 года она участвовала в чемпионате Канады. В 1998 и 1999 годах стала бронзовым призёром юниорского чемпионата Канады в многоборье и в 1998 году дебютировала на чемпионате мира среди юниоров.
Тара каталась в то время, когда в Канаде и в мире доминировали её соотечественницы Синди Оверленд, Синди Классен, Кристина Гровс и Клара Хьюз, поэтому ей часто доставалось 4-е место. Вот и в 2001 году она заняла 4-е место на чемпионате Канады в многоборье и благодаря квоте пробилась на чемпионат мира в классическом многоборье, где в итоге заняла 21-е место. В том же сезоне дебютировала на Кубке мира в дивизионе "В".
В 2002 году Тара стала впервые серебряным призёром чемпионата Канады на дистанции 1500 м, а на чемпионате Северной Америки вновь заняла 4-е место в многоборье. Через год заняла 3-е место на чемпионате Канады в многоборье и вновь попала в состав сборной. На чемпионат мира в классическом многоборье 2003 года она занял 13-е место, а в марте на чемпионате мира на отдельных дистанциях заняла 18-е место в забеге на 1500 м. 
В 2004 году, после очередного 4-го места на Национальном первенстве она участвовала на чемпионат мира в классическом многоборье и заняла там последнее 24-е место. Следом на чемпионате мира на отдельных дистанциях финишировала 23-й в забеге на 3000 м. В 2005 году Тара впервые выиграла чемпионат Канады в абсолютном зачёте многоборья, но следующие 2 сезона не принесли ей высоких результатов и 2007 году завершила карьеру спортсмена.

## Личная жизнь и семья
Тара Рислинг замужем за Кевином Маршаллом.